# Groźnieńska Dywizja Strzelecka NKWD
Groźnieńska Dywizja Strzelecka NKWD – jedna z dywizji piechoty wojsk NKWD z okresu II wojny światowej.
Sformowana 15 sierpnia 1942 w Groznym w Czeczenii. Jej żołnierze walczyli w podległości operacyjnej Frontu Transkaukaskiego. Została rozwiązana około 18 kwietnia 1944.